# ゆき (女優)
ゆき（1992年12月24日 -）は、日本の元女優。福岡県出身。新堂プロに所属していた。

## 略歴
もともとモデルの仕事に興味があったが、東京で行われた雑誌の専属モデルオーディションで、面接官だった現在の事務所関係者に声をかけられる。2009年4月、テレビドラマ『LOVE GAME』（日本テレビ）でデビュー。事務所所属からわずか1か月で、演技経験がほとんどない中での起用だったが、毎回異なる役柄を演じ切った。その後も数々のドラマや映画に出演していたが、2013年以降は活動の形跡が無く、事実上引退状態となっている。

## 人物
- 趣味は友達と話すこと、ハリー・ポッターの読書。特技はクラシックバレエ[1]。
- 中学時代は生徒会に入っていて後輩たちの憧れであった。

## 出演

### テレビドラマ
- LOVE GAME（2009年4月 - 6月、日本テレビ） - 若杉由美 役
- 筆談ホステス（2010年1月10日、TBS） - 里恵の友人 役
- 新参者 第5･8話（2010年5月16日・6月6日、TBS） - 劇団あたけの劇団員 役
- Q10 第2話（2010年10月23日、日本テレビ） - チャカの追っかけ 役
- 霊能力者 小田霧響子の嘘 第5霊（2010年11月7日、テレビ朝日） - 大学生 役
- 月曜ゴールデン 女タクシードライバーの事件日誌5（2010年11月29日、TBS）
- FACE MAKER 第8話（2010年11月25日、日本テレビ） - 看護師 役
- 美咲ナンバーワン!!（2011年1月 - 3月、日本テレビ） - 山田ゆき 役
- 告発〜国選弁護人 第6話（2011年2月17日、テレビ朝日） - 田代佳恵 役
- 幸せになろうよ 第1話（2011年4月18日、フジテレビ） - ウェイトレス 役
- ブルドクター 第4話（2011年7月27日、日本テレビ） - 紺野瑠璃 役
- 勇者ヨシヒコと魔王の城 第8話（2011年8月27日、テレビ東京） - 合コンの女性 役
- ティーンコート 第3話・4話（2012年1月24日・31日、日本テレビ） - 水野泰江 役
- リッチマン、プアウーマン（2012年7月 - 9月、フジテレビ） - WEBデザイナー 役 ※戸田ゆき名義

### 映画
- 不倫純愛（2011年1月22日公開、クロックワークス） - 出版社のOL 役
- ギャングスタ（2011年2月12日公開、Thanks Lab.） - 由美 役
- アバター（2011年4月30日公開、太秦） - 長谷部彩 役
- パラダイス・キス（2011年6月4日公開、東急）

### CM
- menue「アンケート・ロッタ篇」（2010年） -

### ネット配信
- 打撃女医サオリ 第二話（2010年、バップ）